# Носков, Пётр Кондратьевич
Пётр Кондратьевич Носков (8 мая 1914, д. Бураково Лаптевской волости Тульского уезда Тульской губернии [ныне: Ясногорский район, Тульская область] — 20 ноября 1999, Москва) — советский хозяйственный, государственный и политический деятель.

## Биография
Родился в 1914 году. Член КПСС с 1939 года.
С 1930 года — на хозяйственной, общественной и политической работе. С марта 1946 по сентябрь 1949 являлся не освобождённым секретарём партийной организации ГЛАВВОЕНТОРГ ЦУМ. В 1952 году с отличием закончил Всесоюзный Заочный Техникум Советской торговли. В 1930—1975 гг. — на рабочих и инженерных должностях на предприятиях лёгкой промышленности Москвы, ополченец, участник Великой Отечественной войны, командир автороты подвоза, на руководящих должностях на предприятиях лёгкой промышленности Москвы, директор фабрики «Красный воин», директор фабрики, генеральный директор Московского производственного швейного объединения «Большевичка», председатель Совета ветеранов войны и труда района Сокольники.
Делегат XXIII и XXIV съездов КПСС.
За создание и внедрение в народное хозяйство производственных объединений был в составе коллектива удостоен Государственной премии СССР в области техники 1973 года.
Умер 20 ноября 1999 года. Похоронен на Пятницком кладбище Москвы.